# Kris Williams
Pour les articles homonymes, voir Williams.
Kris Williams, née le 11 novembre 1980 en Virginie, est une actrice, scénariste, réalisatrice et productrice américaine.

## Biographie
Kristin Williams est mariée à Joe Swanberg depuis le 30 juin 2007. Ils ont deux enfants. 

## Filmographie

### Comme actrice
- 2005 : Kissing on the Mouth : Laura
- 2007 : Hannah Takes the Stairs : Gaby
- 2008 : Untied Strangers (court métrage)
- 2008 : Present Company : Just Anita
- 2009 : Irregular Fruit (court métrage) : Jamie
- 2009 : Alexander the Last : Stagehand
- 2009 : It Was Great, But I Was Ready to Come Home : Annie
- 2007-2009 : Young American Bodies (série télévisée) : Dia (20 épisodes)
- 2010 : Audrey the Trainwreck : l'agent immobilier
- 2010 : Bad Sides (série télévisée) : l'auditrice
- 2011 : Autoerotic
- 2011 : Histoire de l'art
- 2011 : The Zone
- 2012 : Marriage Material : Kris
- 2013 : The Sacrament : la mère de Gene
- 2014 : Happy Christmas : Landlord
- 2016 : Joshy : Anita
- 2017 : Win It All : Kris
- 2018 : First Man : Le Premier Homme sur la Lune : Marilyn See

### Comme scénariste
- 2005 : Kissing on the Mouth
- 2007 : Hannah Takes the Stairs de Joe Swanberg
- 2008 : Young American Bodies (série télévisée) (2 épisodes)
- 2009 : It Was Great, But I Was Ready to Come Home
- 2012 : Marriage Material
- 2014 : Empire Builder
- 2014 : Baby Mary (court métrage)
- 2015 : Unexpected

### Comme réalisatrice
- 2006 : Young American Bodies (série télévisée)
- 2009 : It Was Great, But I Was Ready to Come Home
- 2014 : Empire Builder
- 2014 : Baby Mary (court métrage)
- 2015 : Unexpected

### Comme productrice
- 2008 : Young American Bodies (série télévisée) (2 épisodes)
- 2009 : It Was Great, But I Was Ready to Come Home
- 2018 : Snugglr (court métrage)
- 2018 : Snugglr (série télévisée) (2 épisodes)